# Kamanur, Koppal
Kamanur là một làng thuộc tehsil Koppal, huyện Koppal, bang Karnataka, Ấn Độ.